# 대한민국 상법 제340조의2
대한민국 상법 제340조의2는 주식매수선택권(스톡옵션)에 대한 상법 회사법의 조문이다.

## 조문
제340조의2(주식매수선택권) (1) 회사는 정관으로 정하는 바에 따라 제434조의 주주총회의 결의로 회사의 설립·경영 및 기술혁신 등에 기여하거나 기여할 수 있는 회사의 이사, 집행임원, 감사 또는 피용자(被用者)에게 미리 정한 가액(이하 "주식매수선택권의 행사가액"이라 한다)으로 신주를 인수하거나 자기의 주식을 매수할 수 있는 권리(이하 "주식매수선택권"이라 한다)를 부여할 수 있다. 다만, 주식매수선택권의 행사가액이 주식의 실질가액보다 낮은 경우에 회사는 그 차액을 금전으로 지급하거나 그 차액에 상당하는 자기의 주식을 양도할 수 있다. 이 경우 주식의 실질가액은 주식매수선택권의 행사일을 기준으로 평가한다.

(2) 다음 각 호의 어느 하나에 해당하는 자에게는 제1항의 주식매수선택권을 부여할 수 없다.

1. 의결권 없는 주식을 제외한 발행주식총수의 100분의 10 이상의 주식을 가진 주주

2. 이사·집행임원·감사의 선임과 해임 등 회사의 주요 경영사항에 대하여 사실상 영향력을 행사하는 자

3. 제1호와 제2호에 규정된 자의 배우자와 직계존비속

(3) 제1항에 따라 발행할 신주 또는 양도할 자기의 주식은 회사의 발행주식총수의 100분의 10을 초과할 수 없다.

(4) 제1항의 주식매수선택권의 행사가액은 다음 각 호의 가액 이상이어야 한다.

1. 신주를 발행하는 경우에는 주식매수선택권의 부여일을 기준으로 한 주식의 실질가액과 주식의 권면액(券面額) 중 높은 금액. 다만, 무액면주식을 발행한 경우에는 자본으로 계상되는 금액 중 1주에 해당하는 금액을 권면액으로 본다.

2. 자기의 주식을 양도하는 경우에는 주식매수선택권의 부여일을 기준으로 한 주식의 실질가액

## 연혁
상장회사의 주식매수선택권 제도는 구 증권거래법 제189조의4에 도입된 후, 구 증권거래법이 2007. 8. 3. 자본시장과 금융투자업에 관한 법률에 의해 폐지되면서 2009. 1. 30. 법률 제9362호로 개정된 상법 제4장 제13절 ‘상장회사에 대한 특례’ 제542조의3에서 규정하게 되었고 벤처기업의 주식매수선택권 제도는 벤처기업육성에 관한 특별조치법 제16조의3에서 규정하고 있다

## 같이 보기
- 주식매수선택권
- 대한민국 상법 제340조의3
- 대한민국 상법 제340조의4
- 대한민국 상법 제340조의5